# 抑郁型人格障碍
抑郁型人格障碍是指以抑鬱為特征的人格障礙。抑郁型人格障碍与持续性抑郁症 等情緒障礙症有一些相似之处，但它也与其他人格障礙（例如迴避型人格障礙）也有许多相似之处。
必须在至少两年的时间里出现以下五项或以上的情况，才能算是抑郁性人格障碍：
- 平時的情绪以沮丧、忧郁、无精打采、不快乐為主
- 總是認為自己无价值
- 經常批评自己
- 總是擔心各種事情
- 对他人持消极和批评的态度
- 悲观主义
- 容易自責或感到内疚[1]